# Cordia subtruncata
Cordia subtruncata là loài thực vật có hoa trong họ Mồ hôi. Loài này được Rusby mô tả khoa học đầu tiên năm 1920.